# اچ‌ام‌ای‌اس وارنمبل (جی۲۰۲)
اچ‌ام‌ای‌اس وارنمبل (جی۲۰۲) (به انگلیسی: HMAS Warrnambool (J202)) یک کشتی بود که طول آن ۱۸۶ فوت (۵۷ متر) بود. این کشتی در سال ۱۹۴۱ ساخته شد.